# Zorzines ussurica
Zorzines ussurica är en fjärilsart som beskrevs av Inoue 1993. Zorzines ussurica ingår i släktet Zorzines och familjen nattflyn. Inga underarter finns listade i Catalogue of Life.